# Madeon
Гюго Пьер Леклер (фр. Hugo Pierre Leclercq, род. 30 мая 1994 года, Нант, Франция), более известный по сценическому псевдониму Madeon (Мадеон) — французский френч-хаус/электро-хаус/нью-диско/поп продюсер и музыкант. Обрел популярность с помощью своего видео «Pop Culture», опубликованного на YouTube, впоследствии получившего миллионы просмотров в первые дни публикации в интернете. Его первый мини-альбом — The City EP — был выпущен в 2012.

## Биография
Начал сочинять музыку в возрасте 11 лет, создавая транс под псевдонимом «DJ Deamon» и евродэнс под именем «Wayne Mont» до 2010 года. Начиная с 2010-го, начал писать хаус-музыку под нынешним псевдонимом Madeon, который является анаграммой предыдущего. В том же году он выиграл конкурс ремиксов на трек «The Island» от Pendulum.
Продолжая делать ремиксы на треки других известных электронных музыкантов, в следующем году Мэдион представил видеоролик с мэшапом в своём исполнении под названием «Pop Culture», загруженный на YouTube 7 Июля 2011 года, который принёс ему мировую известность. Он представляет собой набор семплов из его любимых 39 песен, смешанных вместе вживую, с помощью Лаунчпада. Клип мгновенно стал вирусным, набрав более 6 миллионов просмотров всего за несколько дней.
Во время живых выступлений, помимо лаунчпада, он так же использует Zero SL MKII, FL Studio, и Ableton Live. Своё первое выступление Хьюго провёл в Париже, в апреле 2011-го, где он был на разогреве у Yelle, а свой английский дебют провёл в Далстоне, где выступал с множеством других исполнителей, включая Стюарта Прайса.
Хьюго Леклер несколько раз появлялся в сегменте радиошоу BBC Radio 1 Пита Тонга, со своим дебютным синглом «Icarus», а ремикс на трек Deadmau5'а «Raise Your Weapon» впервые отыграл на шоу. Его первое живое выступление на торжественном мероприятии BBC Radio 1 Пита Тонга состоялось в Халле, 27 января 2012 года, где он сыграл свой 20-минутный сет.
Дебютный EP Мэдиона должен был выйти в конце 2011 года, но его выход был отменён в пользу нескольких синглов. Первый сингл, «Icarus», вышел 24 февраля 2012 года на его собственном лейбле Popculture.
Впоследствии быстрого роста мировой популярности, в 2012 году Хьюго пригласили отыграть свои сеты сразу на целом ряде известных американских музыкальных фестивалей — Ultra Music Festival в Майами, Coachella в Калифорнии, Lollapalooza В Чикаго, и Electric Daisy Carnival 2012 в городе Нью-Йорк, а также нескольких английских, включая the Dance Arena на Radio 1’s Hackney Weekend 2012; он также оказал поддержку Swedish House Mafia в качестве хэдлайнера во время выступления на Milton Keynes Bowl.
 По итогам года, Хьюго занял 54-ю строчку в рейтинге DJ Mag’s Top 100 DJs 2012.
Многие из треков Мэдиона были использованы в СМИ: «Icarus» был показан в американском шоу Dancing With The Stars в мае 2012-го и в том же месяце год спустя, а также был использован в качестве саундтрека в компьютерной игре Forza Horizon; «Finale» и «Imperium» использовались в EA Sports' FIFA 13 и FIFA 15 соответственно. Finale так же был включён во вступительный ролик для PlayStation All-Stars Battle Royale; «The City» появился в Need for Speed: Most Wanted, «Technicolor (Club Extended)» в Need for Speed: Rivals. «Finale» и ремикс Хьюго на «The Night Out» Мартин Солвейга были использованы в качестве саундтреков для спортивного события ESPN 2013 Winter X Games (Тинь, Франция). Оба трека игрались во время мероприятия. «Finale» продолжают использовать в качестве музыкального сопровождения для X Games.
Мэдион гастролировал вместе с Lady Gaga на разогреве во время её выступления Born This Way Ball.
Хьюго назвал The Beatles и Daft Punk персонами, которые больше всего повлияли на его музыкальное становление. 3 августа 2013 года музыкант выпустил свой следующий сингл под названием «Technicolor.» Также Хьюго работал в студии с Lady Gaga и сделал свой вклад в создание треков «Gypsy», «Mary Jane Holland», в «Venus» для её альбома ARTPOP.
25 февраля 2014 года Хьюго объявил о выпуске бесплатного трека «Cut The Kid», представив его публике на своём официальном сайте. Мэдион добавил, что этот трек является его работой 2011—2012 года.
8 декабря 2014 года, Хьюго заявил, что его трек «Imperium» является первым синглом дебютного альбома Adventure, который должен будет выйти в начале 2015 года, а после множества тизеров и музыкальных фрагментов, Мэдион выпустил ещё один трек под названием «You’re On», над которым вместе с ним работал вокалист Kyan.
В мае 2020 года выходит шестой студийный альбом Lady Gaga — «Chromatica», где Madeon является сопродюсером песни «911».
28 июля 2020 года Madeon выпустил клип на песню «Miracle», над которым работали звезды сериала «Игра престолов». Режиссёром видео выступила актриса Лена Хиди (известная по роли Серсеи Ланнистер), а главную роль исполнила Мэйси Уильямс (в сериале — Арья Старк).

## Дискография

### Альбомы
- Adventure (2015)
- Good Faith (2019)

### Мини-альбомы
- The City (2012)
- Japan Only EP (2013)[17]

### Синглы
| Год  | Название               | Максимальная позиция в чарте | Максимальная позиция в чарте | Максимальная позиция в чарте | Максимальная позиция в чарте | Максимальная позиция в чарте | Максимальная позиция в чарте | Альбом           |
| Год  | Название               | FRA                          | BEL (VL)                     | BEL (WA)                     | UK                           | SCO                          | US Dance                     | Альбом           |
| ---- | ---------------------- | ---------------------------- | ---------------------------- | ---------------------------- | ---------------------------- | ---------------------------- | ---------------------------- | ---------------- |
| 2009 | «Gold»                 | —                            | —                            | —                            | —                            | —                            | —                            | Non-album single |
| 2010 | «For You»              | —                            | —                            | —                            | —                            | —                            | —                            | Japan Only EP    |
| 2010 | «Shuriken»             | —                            | —                            | —                            | —                            | —                            | —                            | Non-album single |
| 2012 | «Icarus»               | —                            | 74                           | —                            | 22                           | 23                           | —                            | The City — EP    |
| 2012 | «Finale»               | 197                          | 62                           | 67                           | 35                           | 28                           | —                            | The City — EP    |
| 2012 | «The City»             | 183                          | 74                           | 71                           | 74                           | —                            | 20                           | The City — EP    |
| 2013 | «Technicolor»          | —                            | —                            | —                            | —                            | —                            | —                            | Non-album single |
| 2014 | «Cut The Kid»          | —                            | —                            | —                            | —                            | —                            | —                            | Non-album single |
| 2014 | «Imperium»             | —                            | —                            | —                            | —                            | —                            | —                            | Adventure        |
| 2014 | «You’re On» (ft. Kyan) | —                            | —                            | —                            | —                            | —                            | —                            | Adventure        |

### Ремиксы
| Год  | Название                 | Исполнитель    |
| ---- | ------------------------ | -------------- |
| 2010 | «Smile Like You Mean It» | The Killers    |
| 2010 | «DJ»                     | Alphabeat      |
| 2010 | «Friday Night»           | David Latour   |
| 2010 | «The Island»             | Pendulum       |
| 2011 | «Que Veux Tu»            | Yelle          |
| 2011 | «Raise Your Weapon»      | Deadmau5       |
| 2012 | «The Night Out»          | Martin Solveig |

### Мэшапы
| Год  | Название                     |
| ---- | ---------------------------- |
| 2010 | «Wolfgang Gartner Anthology» |
| 2011 | «Pop Culture»                |
| 2012 | «Radio 1 Minimix»            |
| 2013 | «Triple J Mix»               |
| 2013 | «Encore» (Unreleased)        |

### Продакшн
| Год  | Название                                            | Исполнитель                | Альбом                     |
| ---- | --------------------------------------------------- | -------------------------- | -------------------------- |
| 2011 | «Tokyo Cries (Discothèque Remix)»                   | Glenn Morrison             | Non-album track            |
| 2012 | «Sunshine»                                          | Picture Book               | At Last EP                 |
| 2012 | «Stay Awake»                                        | Ellie Goulding             | Halcyon Days               |
| 2013 | «Panic Station (Alternate Version Mixed by Madeon)» | Muse (Mistaken as a remix) | The 2nd Law                |
| 2013 | «Mary Jane Holland» «Gypsy» «Venus» (co-producer)   | Lady Gaga                  | ARTPOP                     |
| 2013 | «Changing of the Seasons»                           | Two Door Cinema Club       | Changing of the Seasons EP |
| 2014 | «Always in My Head» «O»                             | Coldplay                   | Ghost Stories              |
| 2020 | «911»                                               | Lady Gaga                  | Chromatica                 |

### Написание песен
| Год  | Название            | Исполнитель | Альбом |
| ---- | ------------------- | ----------- | ------ |
| 2013 | «Venus»             | Lady Gaga   | Artpop |
| 2013 | «Gypsy»             | Lady Gaga   | Artpop |
| 2013 | «Mary Jane Holland» | Lady Gaga   | Artpop |

### Невыпущенные
| Название                             | Исполнитель |
| ------------------------------------ | ----------- |
| «Shuriken» (VIP Mix)                 | Madeon      |
| «Ubelkeit»                           | Madeon      |
| «Komon»                              | Madeon      |
| «The City» (VIP Mix)                 | Madeon      |
| «Raise Your Weapon» (Madeon VIP Mix) | Deadmau5    |
| «Monarch»                            | Madeon      |
| «Stage»                              | Madeon      |
| «Song 2» (Madeon Remix)              | Blur        |
| «Tinnitus»                           | Lady Gaga   |
| «Technicolor» (VIP Mix)              | Madeon      |